# 大須戸村
大須戸村（おおすどむら）は、かつて新潟県岩船郡にあった村。

## 沿革
- 1889年（明治22年）4月1日 - 町村制施行に伴い岩船郡大須戸村、葡萄村、荒沢村が合併し、大須戸村が発足。
- 1901年（明治34年）11月1日 - 岩船郡塩野町村と合併し、塩野町村を新設して消滅。